# Kalaposgombák
A kalaposgombák (Agaricales) a gombák (Fungi) országának bazídiumos gombák (Basidiomycota) törzsébe, ezen belül az Agaricomycetes osztályába tartozó rend.

## Rendszerezés
A rendbe az alábbi családok tartoznak:
- csiperkefélék (Agaricaceae)
- galócafélék (Amanitaceae)
- kérészgombafélék (Bolbitiaceae)
- palánkagombafélék (Clavariaceae)
- pókhálósgombafélék (Cortinariaceae)
- Crepidotaceae
- döggombafélék (Entolomataceae)
- májgombafélék (Fistulinaceae)
- Hydnangiaceae
- csigagombafélék (Hygrophoraceae)
- pöfetegfélék (Lycoperdaceae)
- álpereszkefélék (Lyophyllaceae)
- szegfűgombafélék (Marasmiaceae)
- fészekgombafélék (Nidulariaceae)
- Omphalotaceae
- Physalacriaceae
- laskagombafélék (Pleurotaceae)
- csengettyűgombafélék (Pluteaceae)
- Podaxaceae
- porhanyósgombafélék (Psathyrellaceae)
- Schizophyllaceae
- harmatgombafélék (Strophariaceae)
- pereszkefélék (Tricholomataceae)
- Callistosporiaceae